# Dux Belgicae secundae
Il Dux Belgicae secundae era il comandante di truppe di limitanei della diocesi delle Gallie, lungo il tratto di limes della Gallia Belgica, nell'ambito dell'armata imperiale costituita dal Numerus intra Gallias. Suoi diretti superiori erano al tempo della Notitia dignitatum (nel 400 circa), sia il magister peditum praesentalis per le unità di fanteria, sia il magister equitum praesentalis ed il magister equitum per Gallias per quelle di cavalleria.

## Elenco unità
Era a capo di 3 unità (o distaccamenti) collegati alla flotta militare imperiale del canale della Manica:
- Equites Dalmatae, presso Marcis, lungo il Litus Saxonicum; un Praefectus della classis Sambricae, a Quartensi ed a Hornensi; ed un Tribunus militum Neruiorum, a Portu Epatiaci.[4]

A queste unità andrebbero poi sommate:
- un Praefectus Sarmatarum gentilium, stanziato tra il popolo dei Remi e dei Tambiani della provincia Belgicae secundae;[5]
- 4 prefetti di laeti germani: Praefectus laetorum Nerviorum, a Fanomantis nella Belgica II; Praefectus laetorum Batavorum Nemetacensium, presso gli Atrebati nella Belgica II; Praefectus laetorum Batavorum Contraginnensium, a Noviomago nella Belgica II; Praefectus laetorum gentilium, Remo et Silvanectas nella Belgica II.[5]